# Seznam generálních vikářů olomoucké diecéze a arcidiecéze

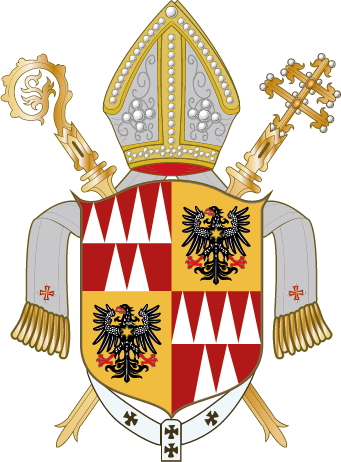
Znak arcidiecéze olomoucké

Toto je úplný seznam generálních vikářů diecéze a arcidiecéze olomoucké.

## Seznam
Generální vikářové olomoucké diecéze a arcidiecéze byli následující:
- 1279 Jindřich, biskup varmijský
- 1281 Jindřich von Fleming
- 1332 Johannes Paduanus
- 1343–1351 Heřman z Durynska
- Dětřich z Jindřichova Hradce
- 1469 Jan Pauswangel
- 1492 Konrád Altheymer z Wassenburku
- 1504 Řehoř Nitsch z Lamberku
- 1541 Jan Prokuratorův ze Šumperka
- 1546 Jindřich Gabrielův z Opavy
- 1552 Martin Schmolzer
- 1631–1637 Jan Arnošt Platejs
- 1639–1644 Kašpar Karas z Rhomsteinu
- 1647–1643 Zikmund Miutini ze Spillimbergu
- 1652–1655 Klaudius Sorina
- 1655–1657 Petr Requesens
- 1657–1663 Ondřej Dirre
- 1664–1672 Jan Petr Petrucci
- 1672–1695 Jan Josef Breuner
- 1695–1702 Karel Julius Orlík z Laziska
- 1703–1707 Rajmund Ferdinand Lanthieri
- 1707–1729 František Julián von Braida
- 1729–1741 František Ferdinand Oedt
- 1741–1750 Kašpar Florentius Glandorf
- 1750–1758 Leopold II. Fridrich z Egkhu
- 1758–1760 Maxmilián z Hamiltonu
- 1761–1766 Leopold Antonín Podstatský
- 1766–1776 Antonín Theodor z Colloredo-Waldsee
- 1776 Jan Václav Xaver Frey von Freyenfels
- 1776–1782 Jan Matěj Butz z Rollsbergu
- 1783–1801 Jan Antonín Otto Minquitz z Minquitzburgu
- 1801–1812 Alois Josef Krakovský z Kolovrat
- 1819–1826 Kryštof František Migazzi
- 1828–1842 Maria Waichard z Trauttmansdorffu
- 1853–1868 Rudolf von Thyssebaert
- 1880–1892 Emanuel Pötting-Persing
- 1893–1905 Jan Weinlich
- 1906–1915 Karel Wisnar
- 1916–1920 Jindřich Geisler
- 1921–1923 Leopold Prečan
- 1924–1945 Josef Martin Nathan (pro pruskou/sudetskou část arcidiecéze)
- 1934–1940 Jan Martinů
- 1940–1947 Oldřich Karlík
- 1948–1950 Stanislav Zela
- 1952–1961 Josef Glogar
- 1973–1975 Bernard Přerovský
- 1975–1980 Otakar Trtílek
- 1978–1980 Antonín Veselý
- 1980–1987 František Vymětal
- 1980–1987 Jaroslav Kúřil
- 1989–1991, 1992–1998 Erich Pepřík
- 1990–1991 Jan Graubner
- 1998–2011 Milán Kouba
- 2009–2022 Josef Nuzík
- 2017–2022 Antonín Basler
- od r. 2024 Ladislav Švirák